# Avoca (Nebraska)
Avoca je selo u američkoj saveznoj državi Nebraska. Prema popisu stanovništva iz 2010. u njemu je živjelo 242 stanovnika.